# Boris Čampa /1926–2000/
Boris Čampa /1926–2000/ je album s posnetki flavtista Borisa Čampe v različnih glasbenih zasedbah, ki je izšel na glasbeni CD plošči leta 2000 pri založbi ZKP RTV Slovenija.

## O albumu
Album je bil izdelan v sodelovanju z Glasbenim programom Radia Slovenija.
Izid albuma je podprlo Ministrstvo za kulturo Republike Slovenije.
Albumu je priložena tudi trojezična knjižica s predstavitvami življenja in dela Borisa Čampe ter objavljenih skladb.

## Seznam posnetkov
| CD              | CD                                              | CD              | CD      |
| Št.             | Naslov                                          | Glasba          | Dolžina |
| --------------- | ----------------------------------------------- | --------------- | ------- |
| 1.              | „Ekspanzija‟                                    | P. Ramovš       | 5:14    |
| 2.              | „SKICE: Lento‟                                  | P. Šivic        | 1:03    |
| 3.              | „SKICE: Allegro‟                                |                 | 1:09    |
| 4.              | „SKICE: Moderato‟                               |                 | 1:19    |
| 5.              | „SKICE: Molto tranquillo‟                       |                 | 3:17    |
| 6.              | „SKICE: Alegretto‟                              |                 | 1:14    |
| 7.              | „JOUR D'ÉTÉ À LA MONTAGNE: Pastorale‟           | E. Bozza        | 5:16    |
| 8.              | „JOUR D'ÉTÉ À LA MONTAGNE: Au bord du torrent‟  |                 | 3:01    |
| 9.              | „JOUR D'ÉTÉ À LA MONTAGNE: Le chant des forêts‟ |                 | 4:31    |
| 10.             | „JOUR D'ÉTÉ À LA MONTAGNE: Rondo‟               |                 | 3:29    |
| 11.             | „SONATA A-DUR (BWV 1032): Vivace‟               | J. S. Bach      | 4:05    |
| 12.             | „SONATA A-DUR: Largo e dolce‟                   |                 | 3:58    |
| 13.             | „SONATA A-DUR: Allegro‟                         |                 | 5:15    |
| 14.             | „QUINTETT D-DUR (Op. 22): Allegro‟              | J. C. Bach      | 6:20    |
| 15.             | „QUINTETT D-DUR: Andantino‟                     |                 | 6:15    |
| 16.             | „QUINTETT D-DUR: Allegro assai‟                 |                 | 4:22    |
| 17.             | „Concertino‟                                    | L. M. Škerjanc  | 8:52    |
| 18.             | „Syrinx‟                                        | C. Debussy      | 3:20    |
| Skupna dolžina: | Skupna dolžina:                                 | Skupna dolžina: | 73:00   |

## Sodelujoči

### Glasbeniki
- Boris Čampa – flavta
- Irena Grafenauer – flavta na posnetkih 2 do 6
- Fedja Rupel – flavta na posnetkih 7 do 10
- Vili Kocman – flavta na posnetkih 7 do 10
- Jože Pogačnik – flavta na posnetkih 7 do 10
- Marjan Lipovšek – čembalo na posnetkih 11 do 13

### Collegium musicum
igra na posnetkih 14 do 16
- Boris Čampa – flavta
- Drago Golob – oboa
- Igor Ozim – violina
- Vlado Požar – violončelo
- Janko Šetinc – čembalo

### Simfonični orkester RTV Ljubljana
igra na posnetku 17
- Uroš Prevoršek – dirigent

### Produkcija
- Franc Križnar – spremna beseda
- Fedja Rupel – spremna beseda
- Rudi Pok – spremna beseda
- Irena Grafenauer – spremna beseda
- Hugh Brown – prevod besedila
- Petra Krečan – prevod besedila
- Martin Žvelc – digitalni editing in masteriranje
- Studio Marinšek & Marinšek – oblikovanje
- Marijan Zlobec – fotografije
- Tiskarna Velenje – tisk